# Manifest Destiny

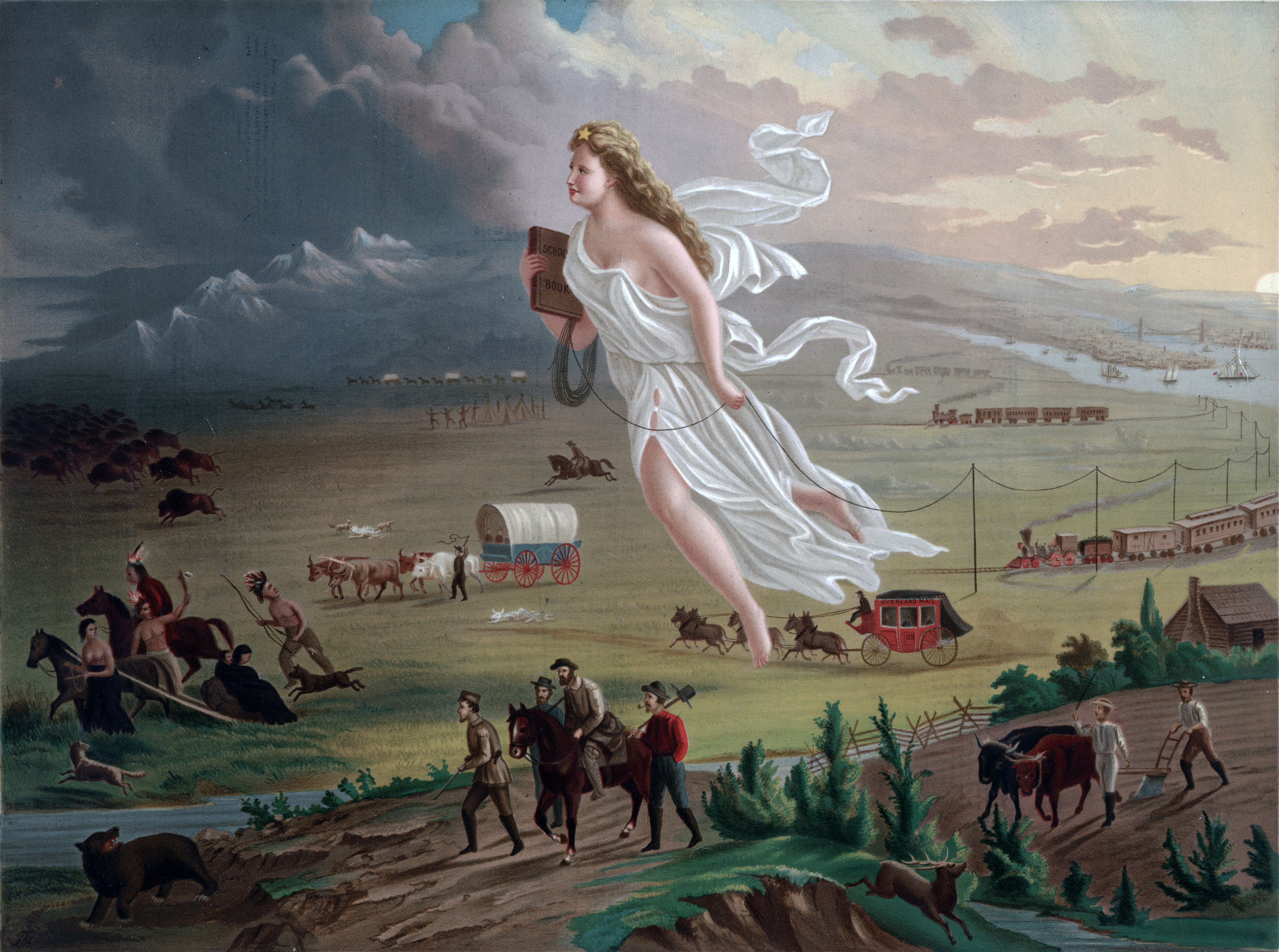
John Gast, American Progress (1872)

Met Manifest Destiny wordt de politiek-maatschappelijke stroming bedoeld die in de tweede helft van de 19e eeuw in de Verenigde Staten voor imperialisme pleitte.
De stroming vindt haar oorsprong in de Democratische Partij maar werd later geënterd door de Republikeinse Partij. Zij geloofden dat het lot de Verenigde Staten had voorbeschikt om uit te groeien tot een grote mogendheid, die zich kon meten met de Europese imperia. Het geloof in de superioriteit van het Angelsaksische ras leidde tot een "beschavingsoffensief" overzee en vormde een argument voor het Amerikaans imperialisme, dat eind 19e eeuw aan invloed won.
Manifest Destiny heeft onder meer bijgedragen aan het uitbreken van de Mexicaans-Amerikaanse Oorlog, de Spaans-Amerikaanse Oorlog en de verdrijving van de indianen. Aanhangers dachten bijvoorbeeld dat imperialisme geoorloofd was, omdat anders  iemand anders het wel zou doen.
Er stond onder meer in: 'De rijke en prachtige valleien van Wyoming zijn voorbestemd het bezit te worden van het Angelsaksische ras. (..) De indianen zullen moeten wijken voor de onstuitbaar aanzwellende golf van emigranten. (..) Dezelfde ondoorgrondelijke Rechter, die de val van Rome eiste, heeft tot de ondergang besloten van de rode mensen in Amerika.'